# Waldemar Herdt
Waldemar Herdt (nascido em 28 de novembro de 1962) é um político alemão da Alternativa para a Alemanha (AfD) e desde 2017 membro do Bundestag.

## Vida e política
Herdt nasceu em 1962 no distrito de Zhetikara, República Socialista Soviética Cazaque, União Soviética; entrou para a AfD em 2013.
Após as eleições federais alemãs de 2017, Herdt tornou-se membro do Bundestag.